# Бейлис, Владимир Михайлович
Владимир Михайлович Бейлис (род. 25 апреля 1937) — советский и российский театральный режиссёр и педагог. Народный артист Российской Федерации (2006).

## Биография
Владимир Бейлис родился 25 апреля 1937 года.
В 1967 году окончил режиссёрский факультет ГИТИС, курс М. О. Кнебель.
С 1967 года — в Малом театре. В 1971—1975 годах — главный режиссёр Театра драмы им. Д. Нацагдоржа (Улан-Батор) и руководитель театральной мастерской.
С 1998 года — художественный руководитель курса ВТУ им. М. С. Щепкина.

## Признание и награды
- Орден Почёта (26 марта 2018 года) — за большой вклад в развитие культуры, искусства и средств массовой информации, многолетнюю плодотворную деятельность[5]
- Орден Дружбы (26 января 1998 года) — за заслуги перед государством, большой вклад в укрепление дружбы и сотрудничества между народами, многолетнюю плодотворную деятельность в области культуры и искусства[6]
- Народный артист Российской Федерации (3 сентября 2006 года) — за большой вклад в развитие отечественного театрального искусства и многолетнюю плодотворную деятельность[1]
- Заслуженный деятель искусств РСФСР (20 марта 1989 года)[7]
- Премия Правительства Российской Федерации в области культуры (2006)[8]
- Премия Правительства Российской Федерации в области культуры (2019)[9]

## Творчество

### Постановки в театре
- 1969 — «Человек и глобус» В. В. Лаврентьева (совместно с В. Н. Ивановым)
- 1970 — «Инженер» Е. С. Каплинской (совместно с В. Н. Ивановым) (филиал)
- 1976 — «Мезозойская история» М. М. Ибрагимбекова. Режиссёр-постановщик Б. И. Равенских
- 1976 — «Ураган» А. В. Софронова (филиал)
- 1978 — «Головокружение» Г. Саркисяна (филиал)
- 1979 — «Потерянный рай» И.Шаркади. Режиссёр-постановщик В. Я. Мотыль
- 1980 — «Вызов» Г. М. Маркова и Э. Ю. Шима. Режиссёр-постановщик В. А. Андреев.
- 1981 — «Целина» Сценическая композиция по книге Л. И. Брежнева «Целина» (совместно с Б. А. Львовым-Анохиным)
- 1982 — «Выбор» Ю. В. Бондарева (совместно с В. А. Андреевым)
- 1982 — «Повесть о молодых супругах» Е. Л. Шварца (совместно с В. А. Андреевым)

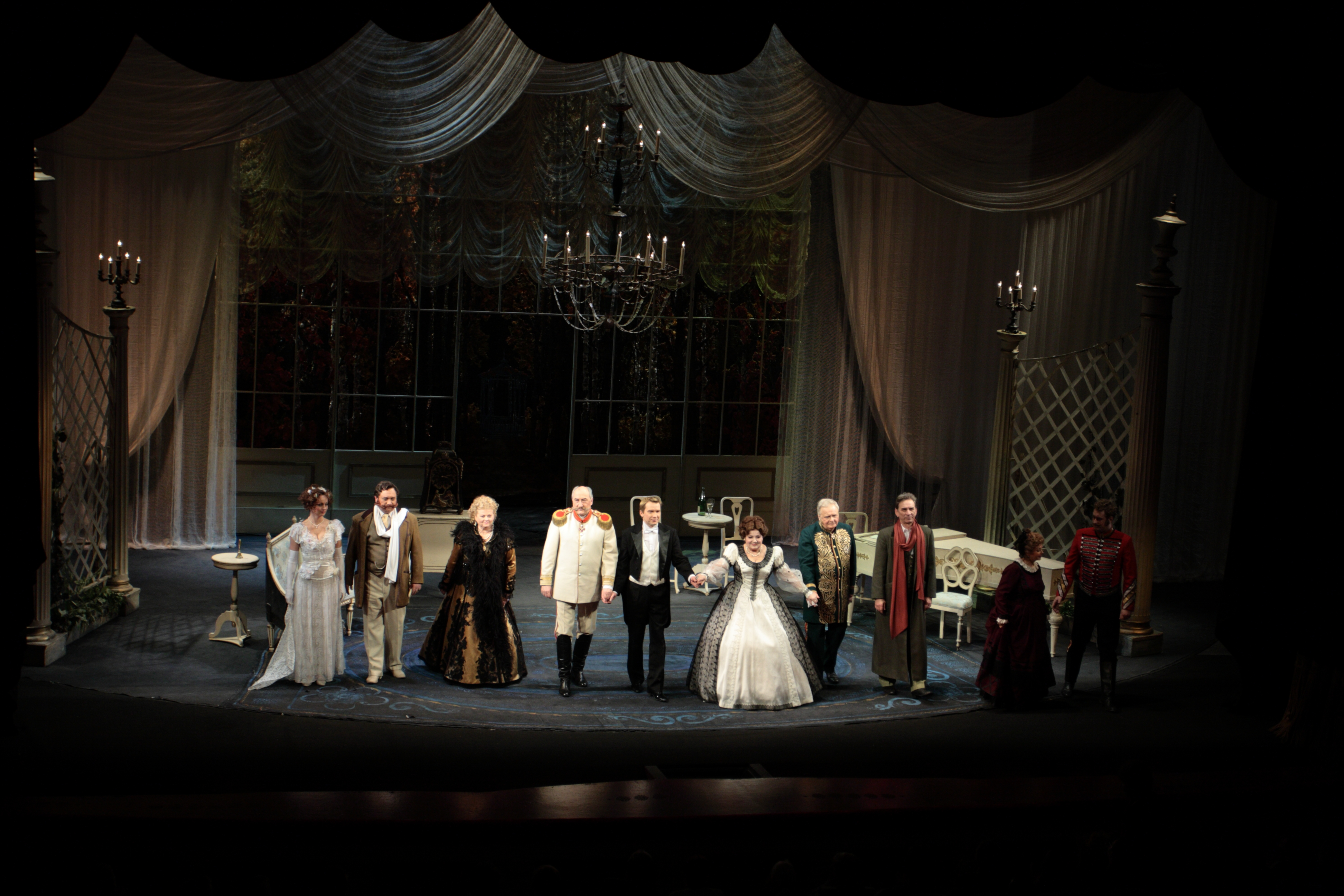
Спектакль «На всякого мудреца довольно простоты». Сцена поклонов

- 1985 — «Из воспоминаний идеалиста» Инсценировка С. С. Еремеева по произведениям А. П. Чехова (филиал)
- 1986 — «Доходное место» А. Н. Островского (филиал)
- 1987 — «Хищники» А. Писемского (филиал)
- 1992 — «Царь Петр и Алексей» Ф.Горенштейна
- 1993 — «Царь Борис» А. К. Толстого
- 1995 — «Таланты и поклонники» А. Н. Островского (филиал)
- 1997 — «Тайны мадридского двора» Э. Скриба и Э. Легуве (филиал)
- 1999 — «Хроника дворцового переворота» Г. П. Турчиной (филиал)
- 2001 — «Хэппи энд» С.Сондхайма и Д. Фурта (филиал)
- 2002 — «На всякого мудреца довольно простоты» А. Н. Островского (Малый театр)
- 2008 — «Безумный, безумный Генрих» Л.Пиранделло (филиал)
- 2011 — «Наследники Рабурдена» Э. Золя (филиал)
- 2013 — «Как обмануть государство» («Школа налогоплательщиков») Л. Вернея и Ж. Берра (филиал)
- 2015 — «Восемь любящих женщин» Р. Тома (филиал)
- 2016 — «Васса Железнова — первый вариант» М.Горького (филиал)
- 2018 — «Смута. 1609-1611 гг.» В.Р. Мединского (Малый театр)
- 2019 — «Перед заходом солнца» Г. Гауптмана (Малый театр)
- 2023 — «Горячее сердце» (Малый театр)